# Zygaenosia nigrescens
Zygaenosia nigrescens là một loài bướm đêm thuộc phân họ Arctiinae, họ Erebidae.